# Écrémeuse (dépollution)
Pour l’article homonyme, voir Écrémeuse (lait).
Une écrémeuse est un appareil utilisé par les services de secours pour dépolluer des zones aquatiques dans lesquelles des hydrocarbures ont été répandus,.